# Vescovato (Francja)
Vescovato (kors. U Viscuvatu) – miejscowość i gmina we Francji, w regionie Korsyka, w departamencie Górna Korsyka.
Według danych na rok 1990 gminę zamieszkiwało 2329 osób, a gęstość zaludnienia wynosiła 133 osoby/km².